# 盧塞恩 (密蘇里州)
盧塞恩（英語：Lucerne）是位於美國密蘇里州帕特南縣的村。

## 人口
根據2020年美國人口普查的數據，盧塞恩的面積為0.65平方千米，皆為陸地。當地共有人口57人，而人口密度為每平方千米88人。